# 2004年韓国プロ野球兵役忌避事件
2004年韓国プロ野球兵役忌避事件（2004ねんかんこくプロやきゅうへいえききひじけん）は、2004年に、大韓民国のプロ野球選手（KBOリーグ所属）が、新種の手法を通じて組織的に兵役を不法に免除されようとした事件である。この事件が警察野球団設立のきっかけとなった。

## 概要
2004年9月7日にソウル地方警察庁捜査課はプロ野球選手72人が不法に兵役免除を受けようと試みたこと、並びにこれらの中で控訴時効が過ぎない選手たちに対して処罰をすると発表した。このうち24人の選手が逮捕されたり拘束令状が申請され、27人が不拘束立件された。KBOは疑惑が明らかになった選手51名に対して「2004年シーズン残り試合出場停止」という重い懲戒処分を下した。選手達はそのほとんどが現役あるいは公益勤務要員として入隊した。
一方兵役不正を主導したブローカーの金某は2001年から76人に兵役を免除させる条件で1人当り最高7,000万ウォンずつ合計42億ウォン余りを受けた疑惑で逮捕された。
同年11月、裁判所では該当野球選手に懲役8か月から10か月の実刑を宣告し、受刑後服務することを命じた。なお、金宰鎬だけは兵役中のプロ野球選手が合法的に野球をできる尚武フェニックスに入団することを許された。
この事件に関与した選手は当時のKBOに所属していたプロ野球選手の15%近くにまで登るもので、さらにその多くが各球団の主力選手だった。このため主力を欠いて行う試合は迫力がなくなり事件後の1試合あたりの観客動員数が事件前の半分以下にまで減少する事態にまでなった。

## 事件に関与した選手
- 兵役不正関連出場停止選手(2004年9月21日基準)

| チーム   | 逮捕                                           | 非拘束                                         | 召還拒絶/捜査権消滅                            | 合計 |
| -------- | ---------------------------------------------- | ---------------------------------------------- | ---------------------------------------------- | ---- |
| ロッテ   | 金杖炫, 서정호                                 | 변인재, 金周燦, 許埈赫                         | 趙晟桓, 金思律, 林炅玩, 崔基文, 許一相         | 10名 |
| 現代     | 朴雨鎬, 朴将熙, 金玟佑                         | 鄭成勲, 申東民, 馬一英                         | 申喆仁, 李尚烈                                 | 8名  |
| SK       | 尹亨國, 曺珍鎬, 윤현식                         | 李晋暎, 宋在翊, 安勇輝                         | 蔡鍾範, 姜赫, 金鈴洙, 李昊俊                   | 10名 |
| KIA      | 劉東勳                                         | 李賢坤                                         | 孫智煥                                         | 3名  |
| 三星     | 金炫秀, 鄭現旭, 呉尚敏, 朴廷煥, 池承珉, 玄在潤 | 尹盛桓, 金亨根, 李正鎬                         |                                                | 9名  |
| ハンファ | 辛玟起                                         | 馬正吉, 고상천, 趙圭洙, 韓尙勳, 전경일, 曹賢秀 | 李榮雨, 朴正眞                                 | 9名  |
| LG       | 金光洙, 金容佑, 李京珉, 金光會, 沈秀昌, 梁賢皙 | 손기현, 李東鉉, 전승남                         | 朴庸鎭, 崔萬鎬                                 | 11名 |
| 斗山     | 李載英                                         | 李在雨, 孫時憲, 盧景銀, 蔡相秉, 金宰鎬         | 具滋雲, 朴明桓, 尹在國, 李慶弼, 林載哲, 鄭星勳 | 12名 |